# Степанов, Владислав Генриевич
Владислав Генриевич Степанов (7 июля 1970 Москва — ?) — российский преступник, который по версии обвинения, совершил убийство своего друга и компаньона по бизнесу Олега Шрамко. Во время этапирования в Москву Степанов смог сбежать из поезда, расстреляв при этом двух конвоиров и ещё одного сотрудника милиции. Несмотря на активные поиски и обещанное вознаграждение за поимку преступника, Степанов так и не был обнаружен. С 2003 года находится в международном розыске.

## Биография
Знакомые Степанова отзывались о нём исключительно хорошо, как о весёлом и добром парне. Степанов владел приёмами рукопашного боя и прекрасно орудовал ножом. Был хорошим резчиком по дереву. На момент ареста был дважды женат. От первой супруги у него родилась дочка. Однако позднее он фактически разошёлся с женой и жил один. Владислав Степанов был директором небольшой мебельной фирмы, пригласил к себе на работу Олега Шрамко, в 1999 году сделал приятеля финансовым директором.
Летом 2002 года они получили большой заказ, за который был выплачен аванс 140 000$. Заказ выполнен не был, а Шрамко и Степанов пропали без вести в августе того же года. Расчленённый труп 35-летнего Олега Шрамко был найден недалёко от Чёрного озера. Степанов стал главным подозреваемым.
18 февраля 2003 года на вокзале Кирова местные милиционеры задержали пьяного дебошира. Им оказался Владислав Степанов, объявленный в розыск. У него было 2 паспорта. Двое сотрудников угрозыска УВД Восточного округа, майор Сергей Ермолаев и капитан Дмитрий Ключников, выехали за ним в Киров. Степанов был этапирован в Москву. На рассвете, когда до Ярославского вокзала оставалось 7 километров (15 минут), Владислав расстрелял сотрудников угрозыска из их оружия, смертельно ранил начальника отдела по борьбе с преступлениями в сфере потребительского рынка ЛУВД Москва-Ярославская Виталия Кузнецова, который проверял состав, и скрылся..
Пассажиры поезда рассказали, что милиционеры везли преступника без наручников, пили с ним водку и выходили с ним покурить на перрон, следователи прокуратуры выдвинули версию, что Степанов пообещал милиционерам часть денег Шрамко, чтобы они относились к нему мягко.
Вскоре недалеко от железнодорожной платформы Яуза на северо-востоке Москвы был найден пистолет, из которого стрелял Степанов. О Степанове поступали разные данные, в основном о том, что он находится на территории Москвы.
Расследование этого дела взял под особый контроль тогдашний министр внутренних дел России Рашид Нургалиев.

Приметы Степанова Владислава Генриевича: на вид 30-35 лет, рост 192—197 см, спортивного телосложения, волосы светло-русые, короткие, глаза серо-голубые.
Особые приметы: широкие, как будто «расплющенные», фаланги пальцев рук.
Был одет: в чёрную кожаную куртку, синие джинсы, чёрные ботинки. (4 апреля 2003)— 11:10 Разыскивается особо опасный преступник
Несмотря на многочисленные засады и план перехвата, Степанов не был обнаружен.
В 2009 году по версии российского издания «Аргументы и факты» побег Степанова вошёл в число самых громких в истории человечества.

### Наказание за побег убийцы
Начальник московской милиции, генерал Владимир Пронин объявил выговоры начальнику милиции Восточного округа Евгению Дубенскому и начальнику окружной СКМ полковнику Александру Быненко. Быненко предупредили, что его могут уволить из органов, если через три недели не поймают Степанова.

## В массовой культуре
- Д/ф. «Без срока давности» из цикла «Особо опасен!» (2007).